# Alexandra Bujdosó

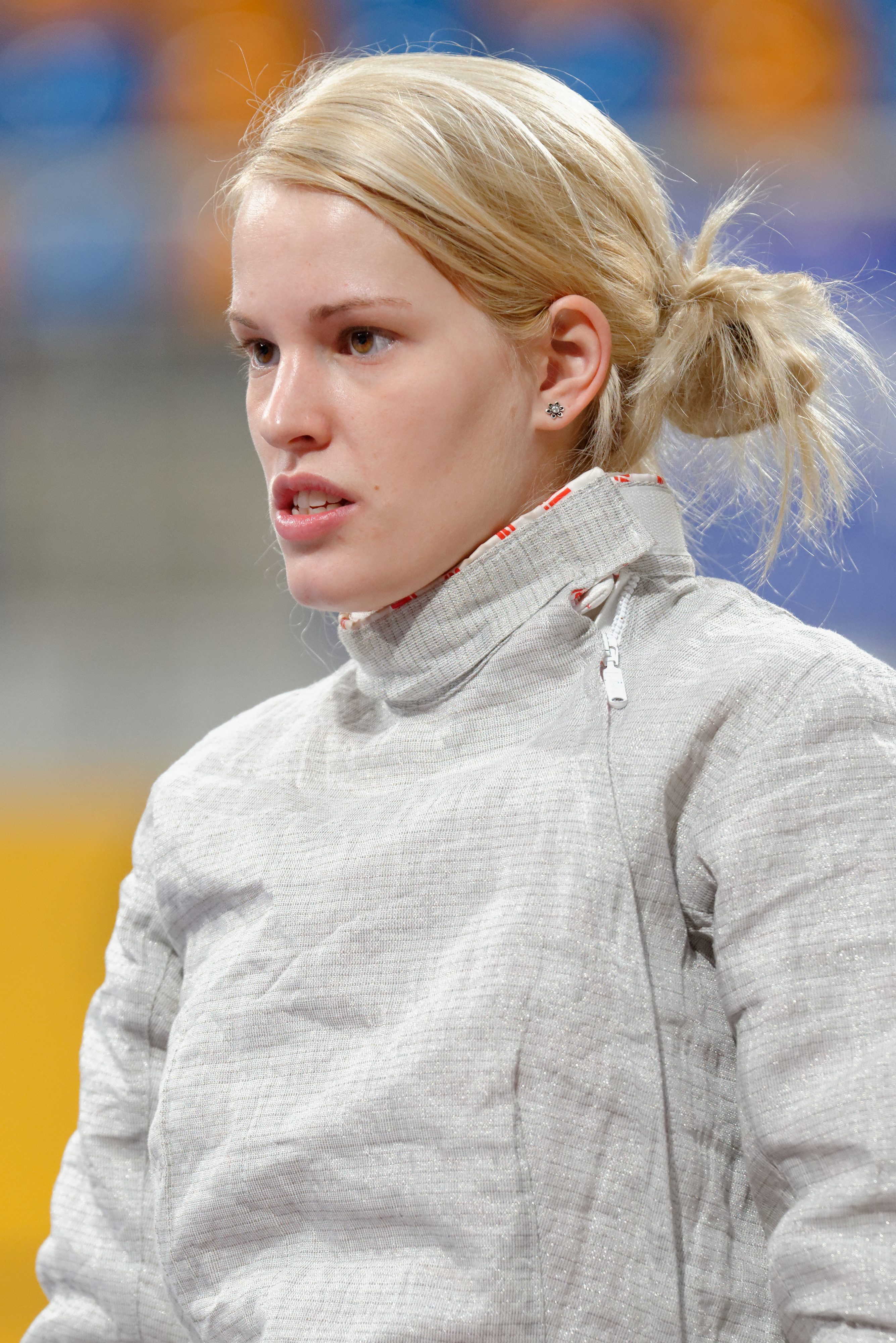
Bujdoso beim Damensäbel-Weltcup-Turnier 2014–2015 in Orléans

Alexandra Bujdosó (* 5. März 1990 in Budapest, Ungarn) ist eine deutsche Säbelfechterin und deutsche Meisterin.

## Leben
Alexandra Bujdosó ficht seit 1995. Trainiert wird die Koblenzerin von ihrem Vater Imre Bujdosó. Ihren ersten größeren internationalen Auftritt hatte sie 2005 bei den Juniorenweltmeisterschaften in Linz, wo sie 23. wurde. Bujdosó nahm 2006 erstmals an Weltmeisterschaften in Turin teil und belegte sowohl im Einzel als auch mit der Mannschaft den achten Rang. Bei der Europameisterschaft in Izmir wurde sie Sechste mit der Mannschaft und ebenfalls Achte im Einzel. Die Junioren-WM beendete sie mit dem Gewinn der Silbermedaille. Ein Jahr später erreichte Bujdosó bei den Weltmeisterschaften in St. Petersburg Platz 39 im Einzel, bei den Europameisterschaften 2007 in Gent erreichte sie Rang acht mit der Mannschaft und 38 im Einzel. Bei den Juniorenweltmeisterschaften gewann sie 2008 Bronze, nachdem sie sich im Halbfinale erst der späteren Siegerin Olha Charlan geschlagen geben musste. Bis zum Jahr 2015 nahm sie an mehreren internationalen Jugendmeisterschaften sowie an insgesamt neun Weltmeisterschaften und acht Europameisterschaften teil. Die beste Platzierung war ein sechster Platz mit der Mannschaft und ein achter Platz im Einzel bei Europameisterschaften und ebenfalls ein sechster Platz mit der Mannschaft und ein achter Platz im Einzel bei Weltmeisterschaften. Bestes Ergebnis bei einem Grand Prix ist bislang Platz drei 2007 in Tianjian, beim Weltcupturnier Challenge Yves Brasseur (Gent) belegte sie den zweiten Platz.
Bei den Olympischen Spielen 2008 schied sie nach einem Sieg über die Kanadierin Julie Cloutier in der ersten Runde in Runde zwei gegen die Chinesin Tan Xue aus. Bei den Olympischen Spielen 2012 in London schied Bujdosó im Einzel in der ersten Runde gegen Səbinə Mikina mit 13:15 aus und belegte den 20. Platz.
Auf nationaler Ebene gewann sie 2005 bei den Einzelmeisterschaften die Bronzemedaille. 2006 gewann sie erstmals den Einzeltitel und wurde zudem Mannschaftszweite mit ihrem Verein Königsbacher SC Koblenz. 2007 gewann die Schülerin der Eliteschule Koblenz sowohl im Einzel als auch mit der Mannschaft Bronze. 2008 erreichte sie mit der Mannschaft den vierten Platz, gewann aber erneut den Titel im Einzel und qualifizierte sich damit für die Olympischen Spiele. 2009 und 2011 gewann sie erneut die Deutschen Meisterschaften im Einzel, 2012, 2013 und 2015 wurde sie deutsche Vizemeisterin.
Sie war Sportsoldatin (Dienstgrad Stabsunteroffizier) in der Sportfördergruppe der Bundeswehr in Mainz.